# Hassan Mostofi ol-Mamalek
Hassan Mostowfi (en persan : حسن مستوفی), également connu sous le nom de Mostowfi ol-Mamalek (en persan : مستوفی‌الممالک), est un homme politique iranien né en 1875 et mort le 28 août 1932 à Téhéran.
Il a été Premier ministre d'Iran à sept reprises.
Fils de Mirza Youssef Ashtiani, le grand chancelier de Nasseredin Chah, il est envoyé à Paris à l'âge de 26 ans afin d'y poursuivre son éducation supérieure.
Hassan Mostowfi est enterré dans le mausolée familial à Vanak.